# Robert Lühr
Robert Lühr (* 20. September 1949) ist ein ehemaliger deutscher Fußballspieler.
Der Mittelfeldspieler spielte ab 1956 in der Jugend des TSV Schlutup. 1965 wechselte er zum VfB Lübeck, bei dem er zwei Jahre später von der Jugendabteilung in den Kader der ersten Mannschaft befördert wurde. In der Regionalliga Nord qualifizierte sich Robert Lühr mit Lübeck in der Saison 1968/69 für die Aufstiegsrunde zur Bundesliga, in der Lühr mit seiner Mannschaft scheiterte. 1971 wechselte Robert Lühr zum SSV Reutlingen 05. Nachdem er am Ende der Regionalligaspielzeit 1972/73 nach insgesamt 66 Regionalligaeinsätzen und 12 Toren für die Reutlinger mit dem SSV abgestiegen war, schloss sich Lühr dem SV Arminia Hannover an. Nach einem Jahr in Hannover ging Lühr zu Wormatia Worms, wo er in der Saison 1974/75 in der 2. Bundesliga Süd zu 24 Saisoneinsätzen und einem Treffer kam. Zur Zweitligasaison 1975/76 kehrte Robert Lühr zum SSV Reutlingen zurück, mit dem er trotz seiner 3 Saisontreffer in 36 Spielen für die Reutlinger in der 2. Bundesliga am Saisonende zum zweiten Mal in die 1. Amateurliga Schwarzwald-Bodensee abstieg. 1978 wechselte Lühr zum TSV Pliezhausen. Drei Jahre später schloss er sich der SpVgg 07 Ludwigsburg an. Im März 1983 kehrte Robert Lühr für ein Jahr zum TSV Pliezhausen zurück, ehe er seine Spielerkarriere im Sommer 1984 beendete. Danach spielte er bis 1993 in der Altherren-Mannschaft der TSG Reutlingen.